# Кореляційний аналіз
Кореляційний аналіз — це статистичне дослідження (стохастичної) залежності між випадковими величинами (англ. correlation — взаємозв'язок). У найпростішому випадку досліджують дві вибірки (набори даних), у загальному — їх багатовимірні комплекси (групи).
Мета кореляційного аналізу — виявити чи існує істотна залежність однієї змінної від інших.
Головні завдання кореляційного аналізу:
1. оцінка за вибірковими даними коефіцієнтів кореляції
2. перевірка значущості вибіркових коефіцієнтів кореляції або кореляційного відношення
3. оцінка близькості виявленого зв'язку до лінійного
4. побудова довірчого інтервалу для коефіцієнтів кореляції.

## Обмеження кореляційного аналізу
Кореляція відображає лише лінійну залежність величин, але не відображає їх функціональної зв'язаності. Наприклад, якщо обчислити коефіцієнт кореляції між величинами A = sin(x) та B = cos(x), він буде наближений до нуля, тобто залежність між величинами відсутня. Між тим, величини А та В очевидно зв'язані між собою за законом sin²(x) + cos²(x) = 1.
Використання можливе у випадку наявності достатньої кількості випадків для вивчення: для конкретного типу коефіцієнту кореляції становить від 25 до 100 пар спостережень.
Кореляція не означає причинність.

### Відео
- Кореляційний аналіз - про метод на YouTube 16 квіт. 2021 р., 13"01'